# 中央軍 (イスラエル国防軍)
中央軍（ちゅうおうぐん、ヘブライ語: פיקוד מרכז、Pikud Merkaz、パクマツ）は、イスラエル国防軍の方面軍の一つで、ヨルダン川西岸地区、エルサレム地区、シャロン平野、グッシュ・ダン、テルアビブ等、イスラエル中部の防衛を担当する。

## 歴史
1948年から1949年のイスラエル独立戦争（第一次中東戦争）では、ヨルダン川西岸地区、エルサレム周辺などでヨルダン軍と交戦した。
1967年の第三次中東戦争ではヨルダン川西岸地区の占領を行った。その後の中央軍の任務はインティファーダのような暴動や、テロリズムへの対応が主となっている。

## 編制

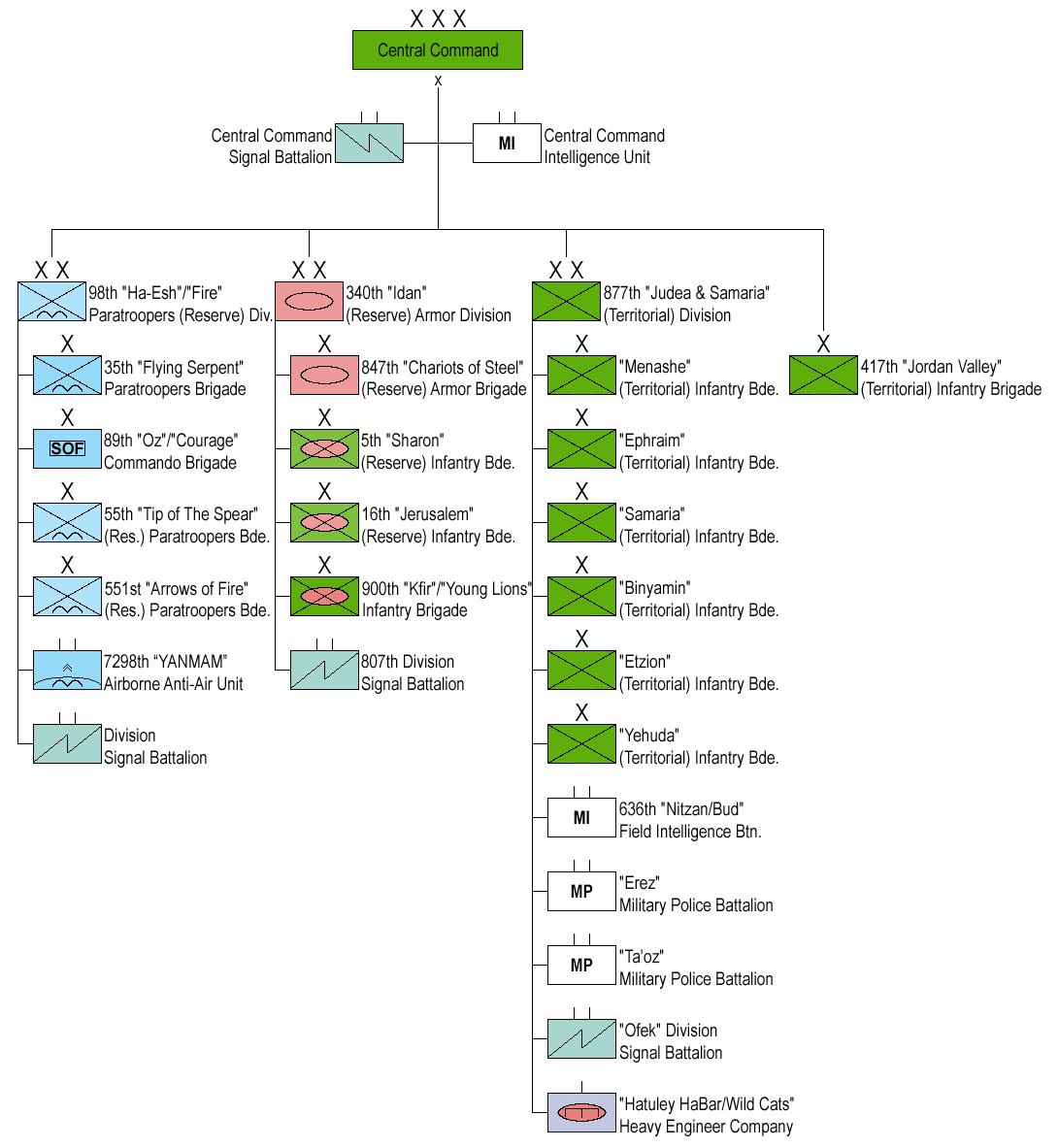
中央軍の編制図

- 第98"ハ・エシュ"空挺師団
  -  第35"ツァンハニム"空挺旅団
  -  第89"オズ"特殊作戦旅団
    - マグラン（英語版） - 元は参謀本部直属の長距離偵察部隊。
    - エゴズ - 元は北部軍、ゴラニ旅団所属の不正規戦（ゲリラ戦/対ゲリラ戦）部隊。
    - ドゥヴデヴァン（英語版） - ヨルダン川西岸地区での対テロ活動や情報収集活動（ミスタアラビム（英語版））を行っていた特殊部隊。
    - リモン（ヘブライ語版） - 元は南部軍、ギヴァティ旅団隷下に編成された砂漠戦闘/偵察部隊。

  -  第551予備役空挺旅団（ヘブライ語版）
  -  第55予備役空挺旅団（英語版）
  -  第7298特殊対空空挺部隊 "YANMAM"

- 第340"イドン"予備役機甲師団（英語版）
  -  第900"クフィル"歩兵旅団
  -  第847"チャリオット・オブ・スティール"予備役機甲旅団（ヘブライ語版）
  -  第16"エルサレム"予備役歩兵旅団（ヘブライ語版）
  -  第5"シャロン"予備役歩兵旅団（ヘブライ語版）

- 第877"ユダヤ・サマリア"地域師団（英語版）
  -  メナシェ地域旅団（ヘブライ語版）
  -  エフライム地域旅団（ヘブライ語版）
  -  サマリア地域旅団（ヘブライ語版）
  -  ベンヤミン地域旅団（ヘブライ語版）
  -  ユダヤ地域旅団（ヘブライ語版）
  -  エツィオン地域旅団（ヘブライ語版）
  -   第636"ニツァン"野戦情報大隊 - 戦闘情報収集科所属の偵察部隊。
  -  "ワイルド・キャッツ"重工兵中隊 - 戦闘工兵科（英語版）所属の重装甲工兵車両運用部隊。

- 第417"ヨルダン・バレー"地域旅団（ヘブライ語版）